# 英國城市地位

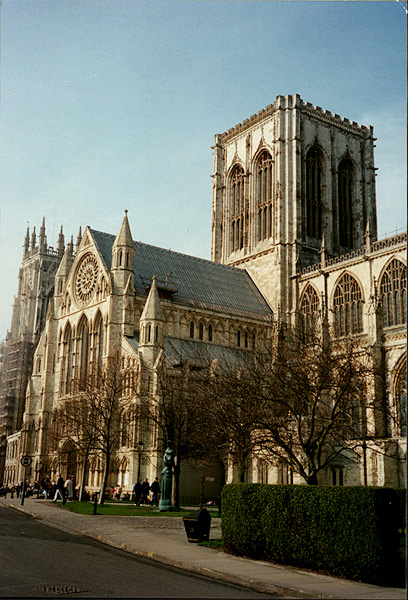
历史上，成为自治城市的条件是拥有主教座堂，如 约克大教堂。

英国城市地位（英語：City status in the United Kingdom），地方自治實體獲得英國君主頒發授權證明的地位，這些實體可以稱為自治城市。城市地位沒有特定頒發條件，传统上只颁发给有主教座堂的市镇，两者之间的这种联系开始于1540年代初，亨利八世在6个市镇建立教区，颁发给它们特许状，成为自治市，但一些英国城市在日期上甚至早于古代君主，自从远古时期就被当作城市。自治城市并没有什么特殊的好处。
有些人爭論其官方定義，尤其是過去曾獲城市地位的城市的居民。现在英国共有76个被承认的市：英格兰55个，威尔士7个，苏格兰8个 ，北爱尔兰6个。

## 爱尔兰
现在爱尔兰共和国的城市由该体系产生，但现已脱离英国。这些城市是
| 市       | 时间 | 爱尔兰圣公会主教座堂            |
| -------- | ---- | ------------------------------- |
| 科克     | 1172 | 聖芬巴爾大教堂                  |
| 都柏林   | 1171 | 基督教會座堂 圣帕德里克斯大教堂 |
| 林默里克 | 1197 | 聖馬利亞座堂                    |
| 戈爾韋   | 1484 | 無                              |
| 基坎尼   | 1609 | 聖卡尼斯座堂                    |
| 沃特福德 | 1171 | 沃特福德座堂                    |

## 申请
自治城市的特许已经被用来标明皇家和其他的特殊原因。1969年，康沃尔公爵查尔斯受爵成为威尔士亲王时，恩准成为自由城市。1977年女王伊丽莎白二世的银婚纪念时，德比获此殊荣。现在使用竞争方法以获得自由城市地位。第一次竞争发生在1992年，标志女王登基40周年。桑德兰获胜。1994年2个历史悠久的主教座堂所在地—聖戴維斯和阿馬—得到自治市特许状。它们在历史上曾是自治城市，但该地位已经失去。